# WOHA

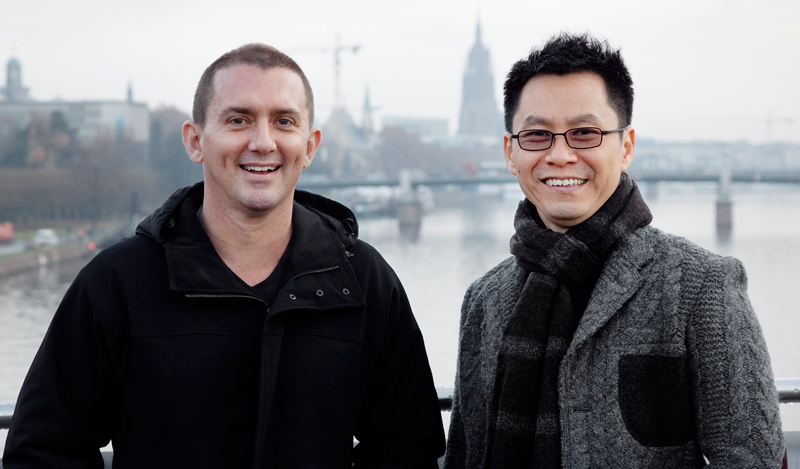
Richard Hassel und Wong Mun Summ, Gründer von WOHA

WOHA ist eine in Singapur arbeitende Architektur- und Designfirma, die 1994 als WOHA Architects Pte. Ltd. von Wong Mun Summ und Richard Hassell gegründet wurde.

## Ausgeführte Bauten (Auswahl)
- 2003: 1 Moulmein Rise Wohnturm, Singapur.
- 2003: St. Mary of the Angels, Kirche, Singapur.
- 2003/2004: Gilstead Brooks, Wohnungen, Singapur.
- 2007: Newton Suites, Wohnturm, Singapur, ausgezeichnet mit Silber Emporis Skyscraper Award 2007.
- 2009: Bugis+ (früher Iluma), Einkaufszentrum, 201 Victoria Street, Singapur.
- 2009: Genexis Theatre, Filmtheater, Singapur.
- 2009: School of the Arts, Kunsthochschule, Singapur.
- 2009: The MET, Wohnturm, in Bangkok, Thailand, ausgezeichnet mit Bronze Emporis Skyscraper Award 2009.
- 2009: Crowne Plaza Changi Airport, Singapur.
- 2009: Stadium MRT Station, Singapur.
- 2009: Bras Basah MRT Station, Singapur.
- 2009: Alila Villas Uluwatu, Bali, Indonesien.
- 2010–2013: Goodwood Residence, Singapur.
- 2013: Parkroyal Collection Pickering, Singapur
- 2016: Oasia Downtown Hotel, Singapur
- 2017: Kampong Admiralty, Singapur.
- 2019: Design Orchard, Singapur.

## Projekte (Auswahl Oktober 2011)
- SoHo@ Upper Pickering Street, Singapur
- High Rise Residentialo@ South Satorn, Bangkok, Thailand

## Auszeichnungen (Auswahl)
- 2006: International Architecture Awards für 3 Wohnhäuser Victoria Park Road, Singapur
- 2007: Aga Khan Award for Architecture, für 1 Moulmein Rise, Singapur
- 2008: Preis des Präsidenten von Singapur - Designer des Jahres an Wong Mun Summ und Richard Hassell
- 2009: World Architecture Festival, Wohnbaupreis des Jahres für The MET, Bangkok, Thailand
- 2009: World Architecture Festival, Preis für Verkehrsbauten für den BrasBasah Bahnhof, Singapur
- 2009: MIPIM Asia Award für die Newton Suites, Singapur
- 2009: Preis des Präsidenten von Singapur - Entwürfe des Jahres für The, Bangkok und Genexis Theatre, Singapur
- 2009: Green Good Design Award des Chicago Athenaeum für die Alila Villas Uluwatu, Bali, Indonesien und die Newton Suites, Singapur
- 2010: Frankfurter Internationaler Hochhauspreis für The MET, Bangkok, Thailand
- 2011: RIBA International Awards des Royal Institute of Builders and Architects, London für Alila Villas Uluwatu, Bali, Indonesia and Newton Suites, Singapur sowie für die School of the Arts, Singapur

## Ausstellungen
- 2006: Biennale di Venezia, Singapore Built and Unbuilt
- 2006: Aedes Galerie, Berlin, Exotic More on Less
- 2007: 29 Hong Kong Street, Singapur, WOHA Reflects
- 2011: AedesEast, Berlin, Singapore - City of Gardens and Water[1]
- 2011/2012: Deutsches Architekturmuseum, Frankfurt, WOHA. Architektur atmet - Breathing Architecture[2]